# Zweedse keuken
De Zweedse keuken staat bekend als eenvoudig met waarin wild, gehakt, worst, vis, vruchten en gebak een plaats heeft. Er zijn daarentegen opvallende regionale verschillen. In het hoge noorden eet men met varkensvlees gevulde aardappelknoedels (pitepalt). In het binnenland maakt men graag een vruchtensoep van rozenbottels (nyponsoppa). In het zuiden geniet men van met varkensvlees gevulde appels en uien (äpplefläsk) en van een eenpansmaaltijd met blokjes aardappelen en vlees die men met een spiegelei serveert (pyttipanna). In het zuiden vindt men ook de meeste invloeden uit andere keukens.
Omdat vlees nogal duur is, spelen goedkopere vleesproducten als gehakt en worst een rol in het Zweedse menu. Een belangrijke vis in het menu is haring, die vaak verwerkt wordt in een zoet gerecht.

## Gerechten
Enkele Zweedse gerechten zijn:
KöttbullarDeze gehaktballetjes zijn misschien wel het meest Zweeds van alle Zweedse gerechten. De Zweden eten ze vaak - als snack in combinatie met aardappelpuree en een schep jam, bij de borrel, als broodbeleg et cetera. De balletjes danken hun aparte smaak meestal aan de kruidenmix 'Allroundkrydda'. Deze balletjes zijn ook verkrijgbaar bij de IKEA-warenhuizen.
KräftskivaRivierkreeftjes worden gekookt met dille en geserveerd met brood, boter en kruidenkaas. Bij het eten van dit gerecht wordt behoorlijk gedronken.
PyttipannaEen eenpansgerecht. Bestaat uit in dobbelsteentjes gesneden aardappelen, uien en vlees. Het geheel wordt in een grote pan gebakken. Het gerecht wordt geserveerd met rode bieten en een gebakken of een rauw ei erbovenop.
SmörgåsbordDe bekendste Zweedse maaltijd. Het bestaat uit een enorme hoeveelheid warme en koude gerechten zoals diverse soorten haring, gerookte en gemarineerde zalm, gerookte paling, garnalen, makreel, kreeft, krab , sardientjes, salades, gekookte en gebraden vleessoorten, gerookt rendier, gehaktballetjes, ham, worst, leverpastei, diverse soorten kaas, diverse soorten brood, gebakken en gekookte aardappelen, diverse vruchten en lekkere nagerechten.
Ärtsoppa med pannkakorErwtensoep met pannenkoeken. De soep is gemaakt van gele erwten en wordt vaak geserveerd met pannenkoekjes met jam besmeerd.
SurströmmingOostzeeharing die in blikken wordt verpakt. De haring fermenteert in het blik en is pas goed als het blik bol begint te staan. De haring heeft een aparte smaak en een sterke geur.
KanelbullarKaneelbollen. Deze kleverige gebakjes zijn ietwat vergelijkbaar met Zeeuwse bolussen of koffiebroodjes, maar bevatten in plaats van rozijnen, kaneel en/of kardemom en zijn bestrooid met parelsuiker. Ze worden vaak bij koffie of thee geserveerd.
FalukorvTraditionele worst, die vooral bij macaroni en aardappelpuree wordt gegeten.
SemlaSoort gebakje.

## Afbeeldingen

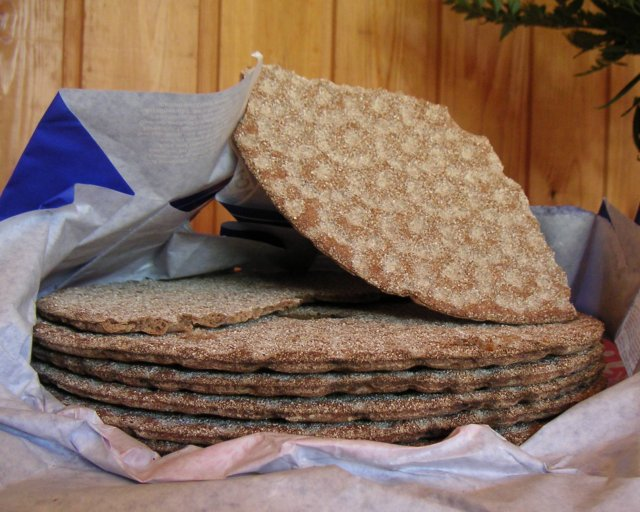
Knäckebröd
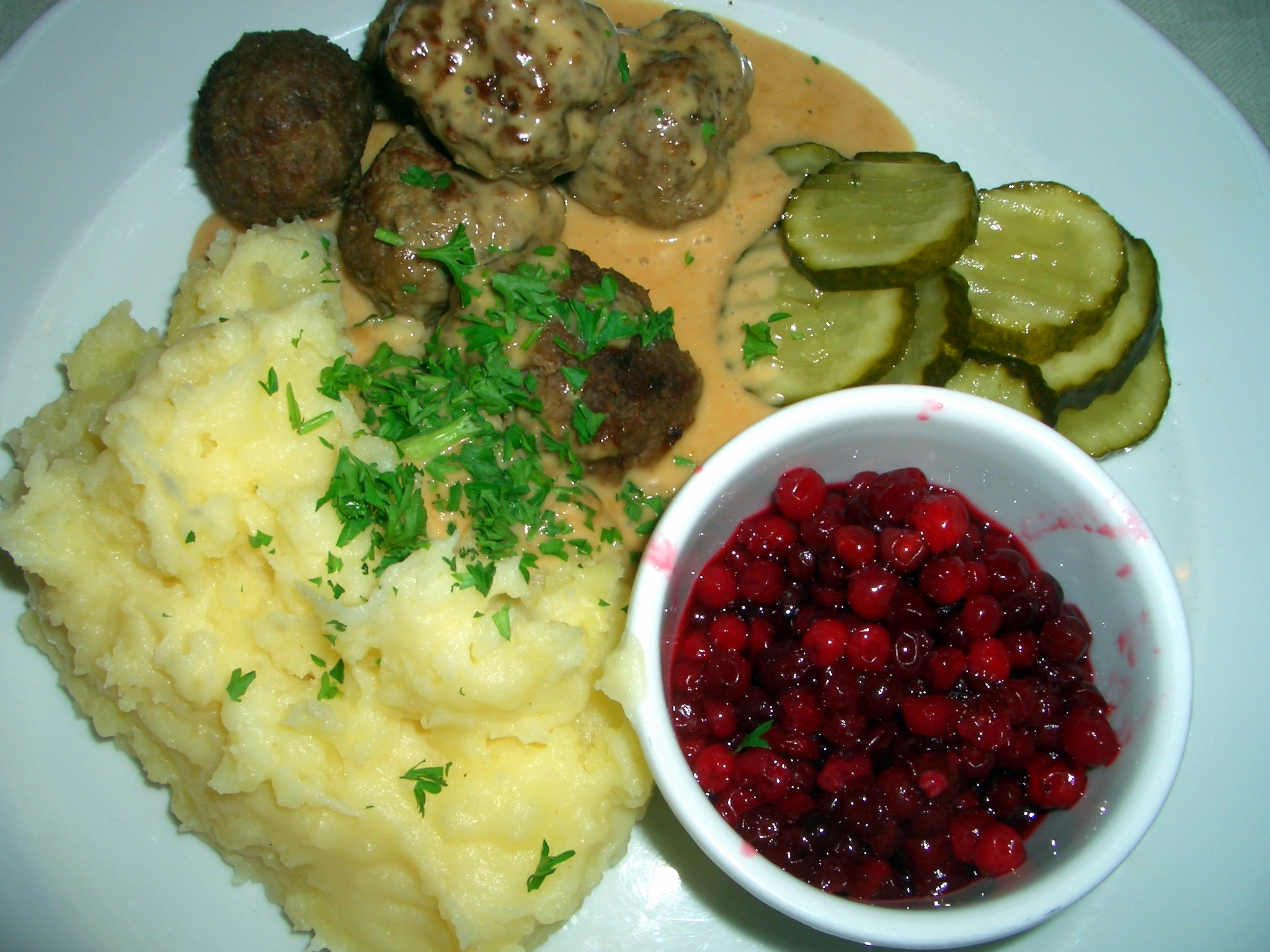
Köttbullar
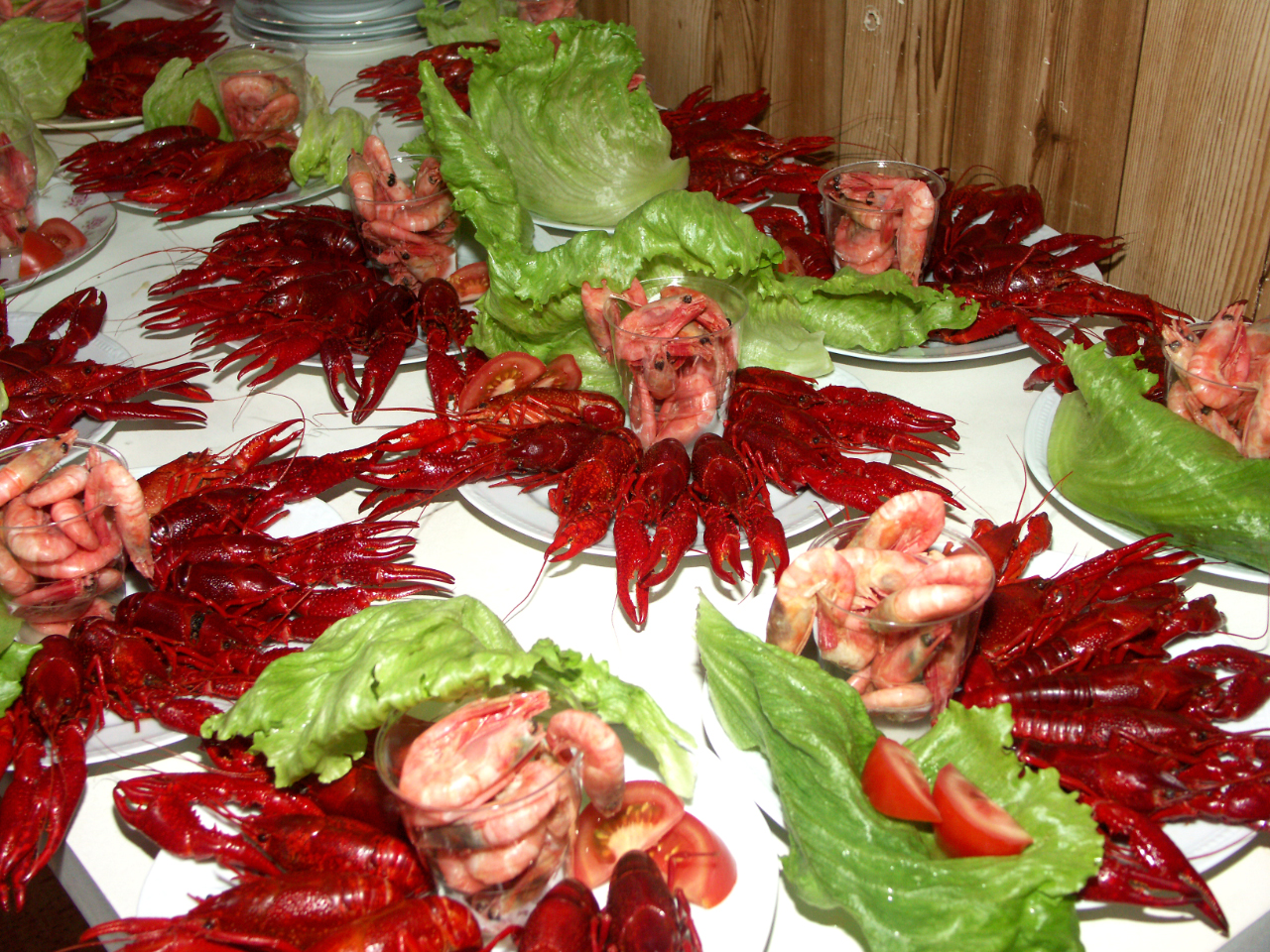
Kräftskiva
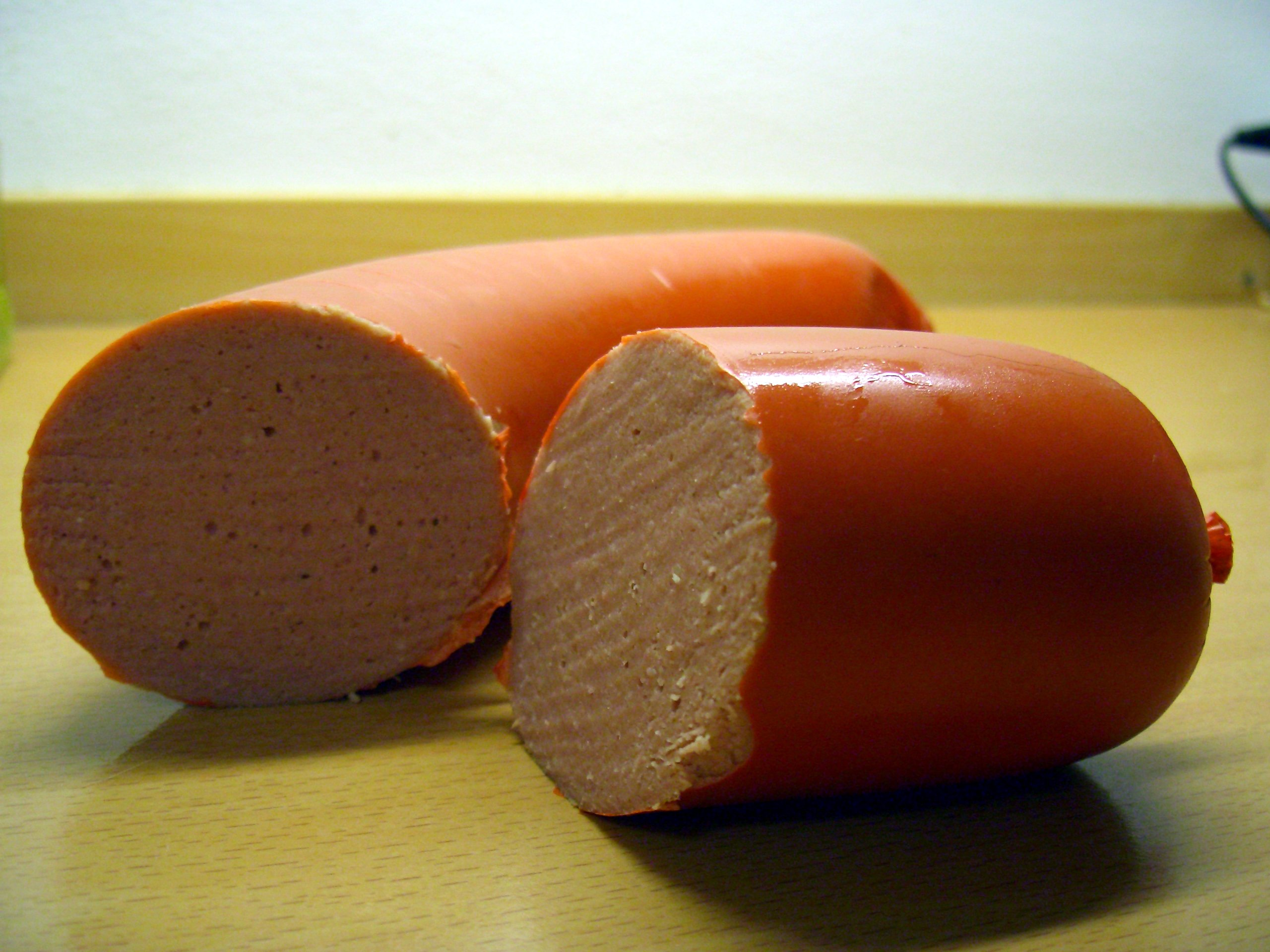
Falukorv